# 주쿠웨이트 대한민국 대사관
주쿠웨이트 대한민국 대사관(아랍어: سفارة جمهورية كوريا لدى دولة الكويت)은 1979년 쿠웨이트 쿠웨이트시티에 개설된 대한민국 외교부 소속의 대사관이다.

## 역사
1972년 7월 주쿠웨이트 대한민국 통상대표부가 설치되었으며, 대한민국은 1979년 6월 11일 쿠웨이트와 외교 관계를 수립하고 7월 17일 주쿠웨이트 대한민국 대사관을 개설하였다. 1992년 11일에는 주한 쿠웨이트 대사관이 개설되었다. 1990년 8월 걸프 전쟁 때 대한민국은 쿠웨이트에 5억 달러를 지원하고 군의료진 200명과 수송 장비, 장병 150명을 파견하였다.
조선민주주의인민공화국은 1968년 3월 주쿠웨이트 조선민주주의인민공화국 무역사무소를 설치하고 1970년 11월 무역대표부로 승격시켰다.

## 역대 대사
- 제1대 총영사: 문종률 (1972년 8월 ~ 1974년 12월)
- 제2대 총영사: 노재원 (1975년 1월 ~ 1978년 6월)
- 제3대 총영사 및 대사: 문희철 (1978년 7월 ~ 1980년 1월)
- 제4대 대사: 김인두 (1980년 2월 ~ 1981년 10월)
- 제5대 대사: 신정섭 (1981년 11월 ~ 1983년 11월)
- 제6대 대사: 박종상 (1983년 12월 ~ 1987년 3월)
- 제7대 대사: 안세훈 (1987년 4월 ~ 1989년 6월)
- 제8대 대사: 소병용 (1989년 7월 ~ 1992년 8월)
- 제9대 대사: 이종무 (1992년 9월 ~ 1994년 2월)
- 제10대 대사: 권찬 (1994년 3월 ~ 1996년 2월)
- 제11대 대사: 이량 (1996년 3월 ~ 1999년 2월)
- 제12대 대사: 이윤복 (1999년 3월 ~ 2001년 1얼)
- 제13대 대사: 최조영 (2001년 2월 ~ 2003년 5월)
- 제14대 대사: 박인국 (2003년 6월 ~ 2005년 2월)
- 제15대 대사: 송근호 (2005년 3월 ~ 2008년 4월)
- 제16대 대사: 문영한 (2008년 5월 ~ 2011년 3월)
- 제17대 대사: 김경식 (2011년 4월 ~ 2014년 3월)
- 제18대 대사: 신부남 (2014년 4월 ~ 2016년 3월)
- 제19대 대사: 유연철 (2016년 4월 ~ 2018년 3월)
- 제20대 대사: 홍영기 (2018년 4월 ~ 2021년 5월)
- 제21대 대사: 정병하 (2021년 6월 ~ 2024년 7월)
- 제22대 대사: 박종석 (2024년 7월 ~ 현재)

## 같이 보기
- 주한 쿠웨이트 대사관
- 대한민국의 재외공관 목록
- 쿠웨이트 주재 외국공관 목록
- 대한민국-쿠웨이트 관계